# رودلف لويس
رودلف لويس (بالألمانية: Rudolf Louis)‏ هو ناقد موسيقي ألماني، ولد في 30 يناير 1870 في شفتسينغن في ألمانيا، وتوفي في 15 سبتمبر 1914 في ميونخ في ألمانيا.

## وصلات خارجية
- رودلف لويس على موقع ميوزك برينز (الإنجليزية)